# Blekholmsbron

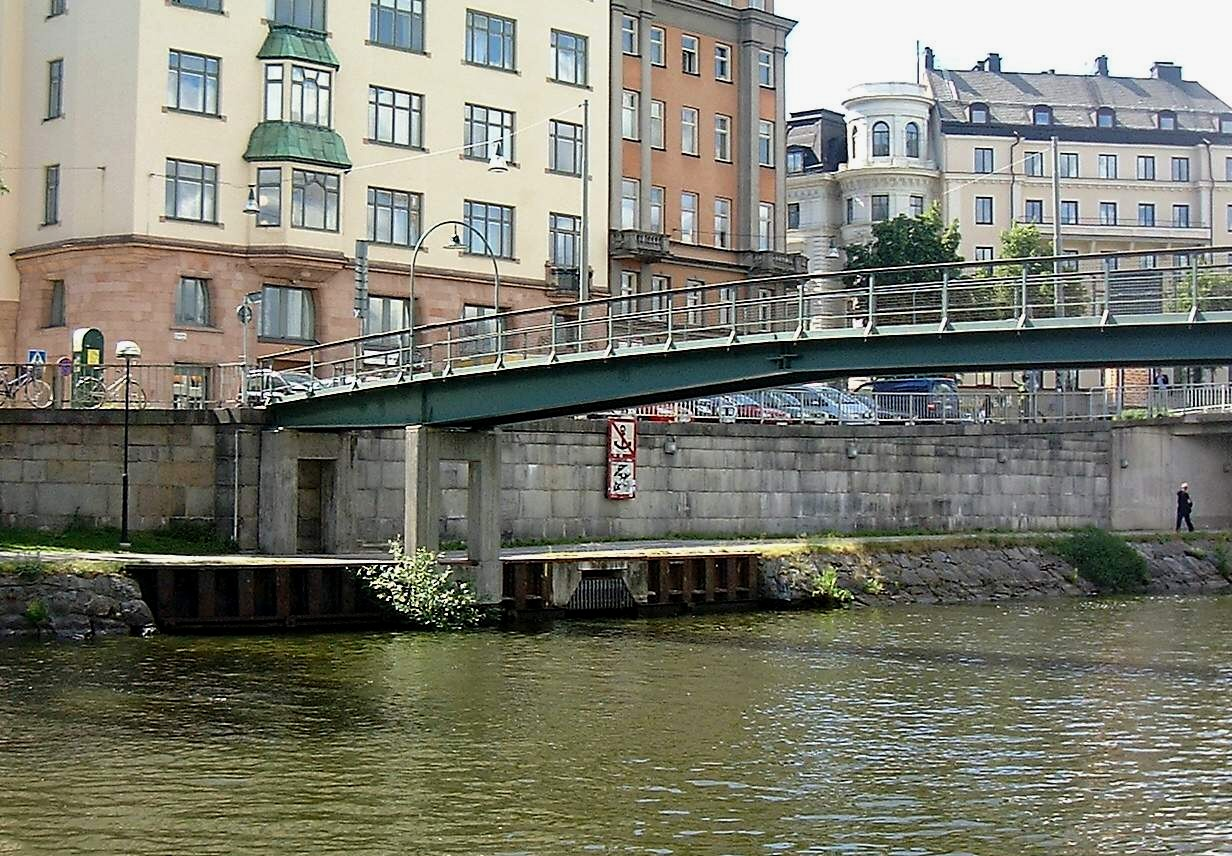
Blekholmsbrons västra landfäste på Kungsholmen. Kungsbroplan i bakgrunden.

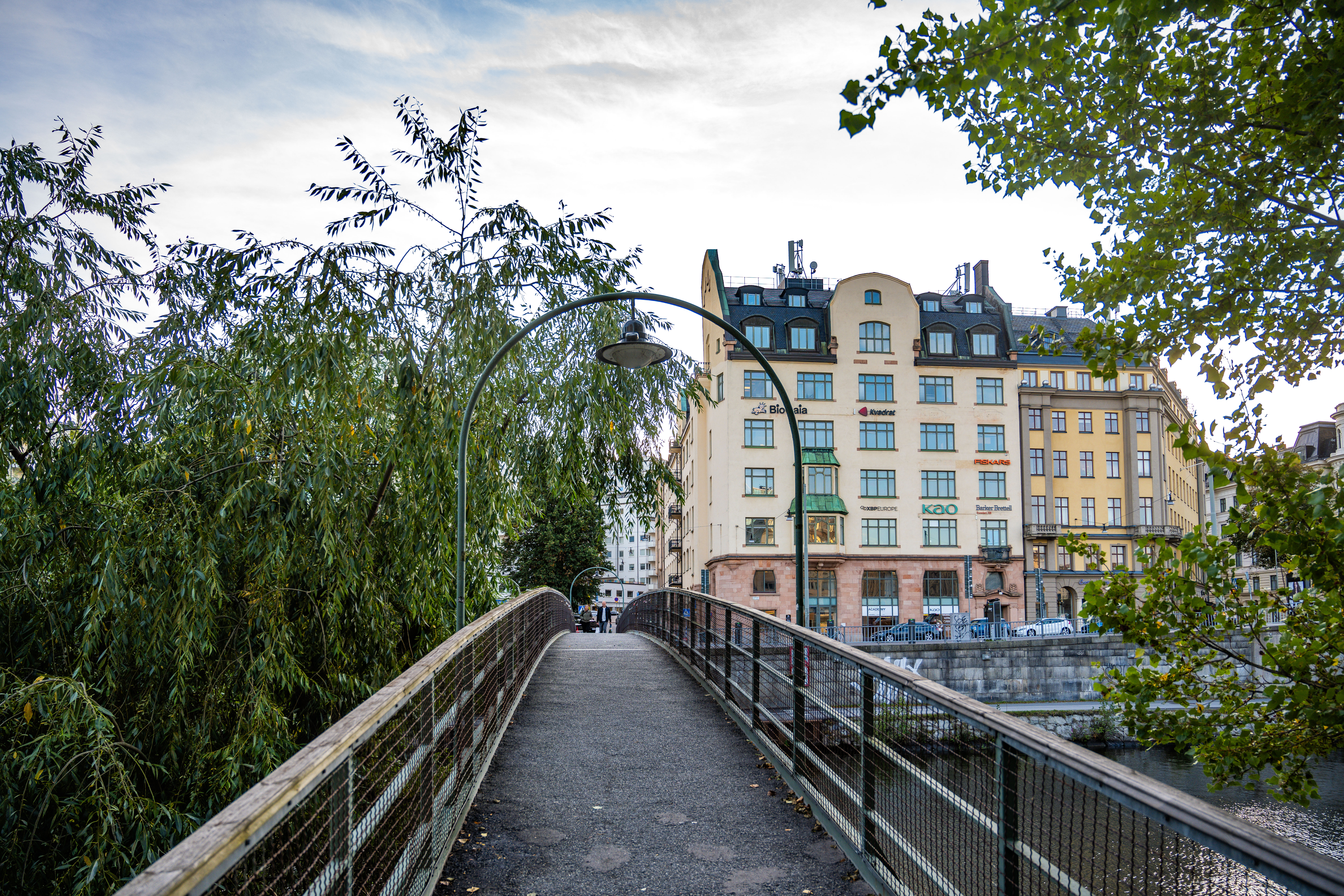
Blekholmsbron mot väster. 15 september 2024.

Blekholmbron är en 55 meter lång gångbro över Klara sjö, mellan stadsdelarna Kungsholmen och Norrmalm i Stockholm, som färdigställdes 1995. Brons östra ände ansluter till parken Blekholmsstranden som ligger på den historiska ön Blekholmen, därav namnet. 
Bron har samma läge som den första bron till Kungsholmen. Den kallades ursprungligen Munkelägersbron, därefter Gamla Kungsholmsbron. Till bron ledde den gata som nu bär namnet Gamla Brogatan. Gamla Kungsholmsbron revs under sent 1800-tal och ersattes av den något längre norrut belägna Kungsbron.